# 学研スタディエ
株式会社学研スタディエ（がっけんスタディエ）とは、埼玉県さいたま市見沼区に本社を置く学習塾経営などを行う企業。

## 沿革
1976年に岩槻市で開校した埼玉進学スクールが前身。当時は大学生であった創業者が始めた小さな塾であった。後に創業者は大学を中退し、1982年に秀文社を設立した。1988年には埼玉県内で13教室・生徒2000人の規模に拡大する一方で、シンガポールで学習塾を買収し海外にも進出した。
1997年には塾名を「進学塾サイシン」と改めた。1999年には少子化対策として開始したヘルパー養成講座をきっかけに介護事業に参入、2001年にはグループホームを運営するメディカル・ケア・サービス（2018年9月に学研グループ入り）と提携し養成した人材の就業先確保を図った。2002年には自社でも日帰り介護施設「しらかば」を開設した。
教育事業では低年齢層へも対象を広げ、私立小学校受験を目指す幼児向けコースの開設、小学生向けの起業家教育、会話が全て英語の保育所などに取り組んだ。
2007年3月にはヘラクレスに新規上場、小規模校の「サイシンエクセル」、個別指導塾の「サイシンパレット」などを出校し、100教室体制を目指した。しかし同業他社との顧客獲得競争の苦戦から、2007年度は中間予想では1億円強の黒字であったものが、2008年3月期予想では1000万円以上の赤字となった。2007年末には塾事業を強化する学習研究社が秀文社に対する株式公開買付け (TOB)の実施を発表し、秀文社側もこれに賛同したため、2008年2月にTOBが成立。子会社化された。福祉事業については後に学研傘下の別会社に移行されている。

## 年表
- 1976年11月 - 埼玉進学スクールを創業。
- 1982年5月 - 株式会社秀文社を設立。
- 2001年4月 - 早稲田アカデミーと資本・業務提携[14]
- 2004年1月 - 福祉用具貸与・販売事業を開始。
- 2006年10月 - 短期入所生活介護事業を開始（ショートステイ「しらかば」）。株式会社ボンズ・パブリシティを吸収合併。
- 2007年3月 - 大阪証券取引所ヘラクレス市場に上場。
- 2008年3月 - 学習研究社（現・学研ホールディングス）の完全子会社となり、上場廃止。
- 2009年10月 - 学研グループの再編により事業子会社・学研エデュケーショナルの傘下となる。
- 2010年4月 - 学研グループの再々編で、学研の塾・教室を統括する中間持株会社として（株）学研塾ホールディングスが発足、その傘下となる。
- 2012年10月 - 介護・保育事業を株式会社学研ココファン及び株式会社学研ココファン・ナーサリーに承継。
- 2016年2月 - 株式会社学研スタディエに商号変更[15]。